# Hauteville-lès-Dijon
Pour les articles homonymes, voir Hauteville.
Hauteville-lès-Dijon est une commune française  appartenant à Dijon Métropole  située dans le département de la Côte-d'Or, en région Bourgogne-Franche-Comté.

## Géographie
Hauteville, « la Haute velle », doit son nom à sa position géographique : elle domine en effet toute l'agglomération dijonnaise. La superficie de la commune est de 9,01 km2 ; l'altitude varie entre 305 et 474 mètres. Elle se situe à l'ouest de Dijon.

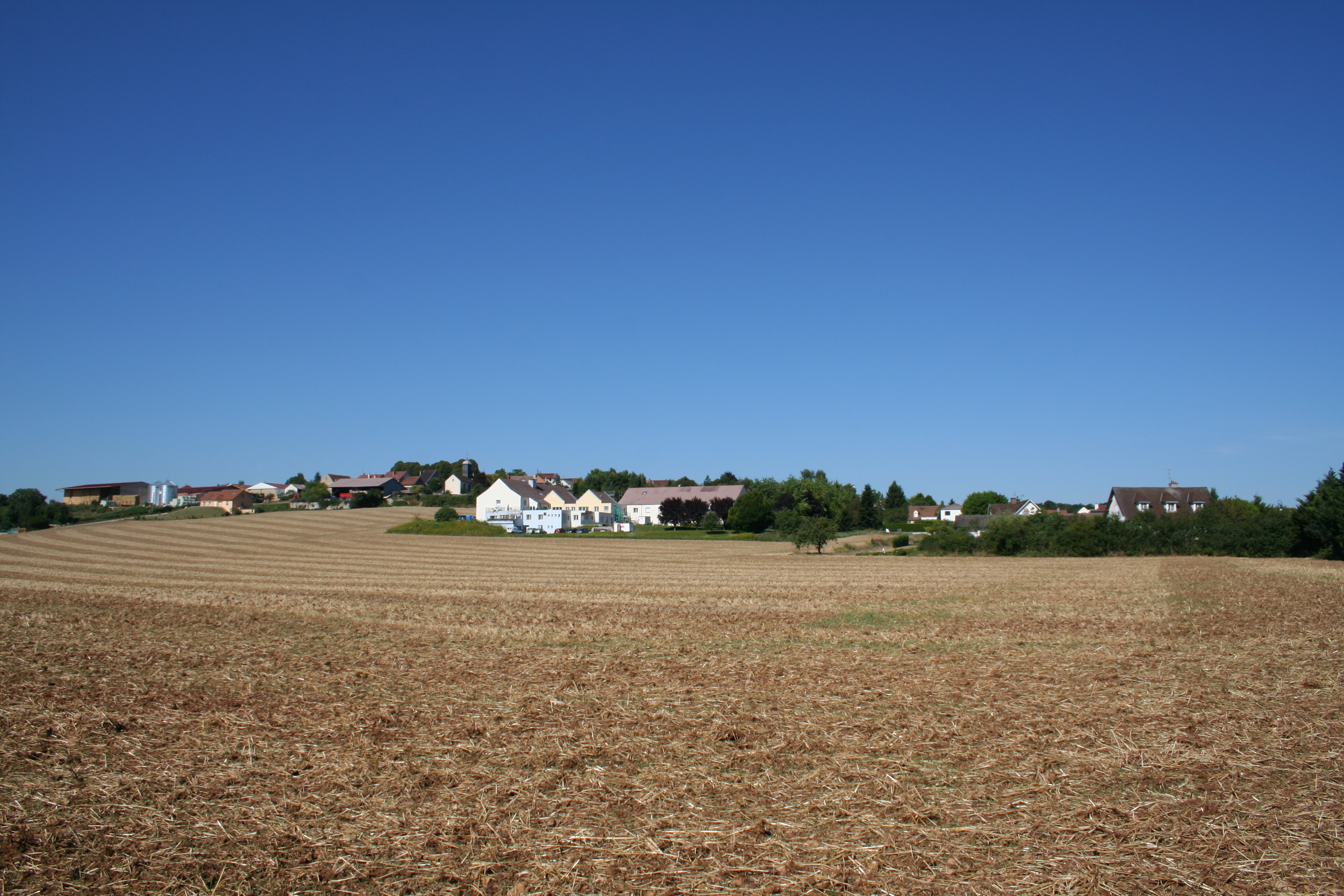
Village de Hauteville-lès-Dijon.

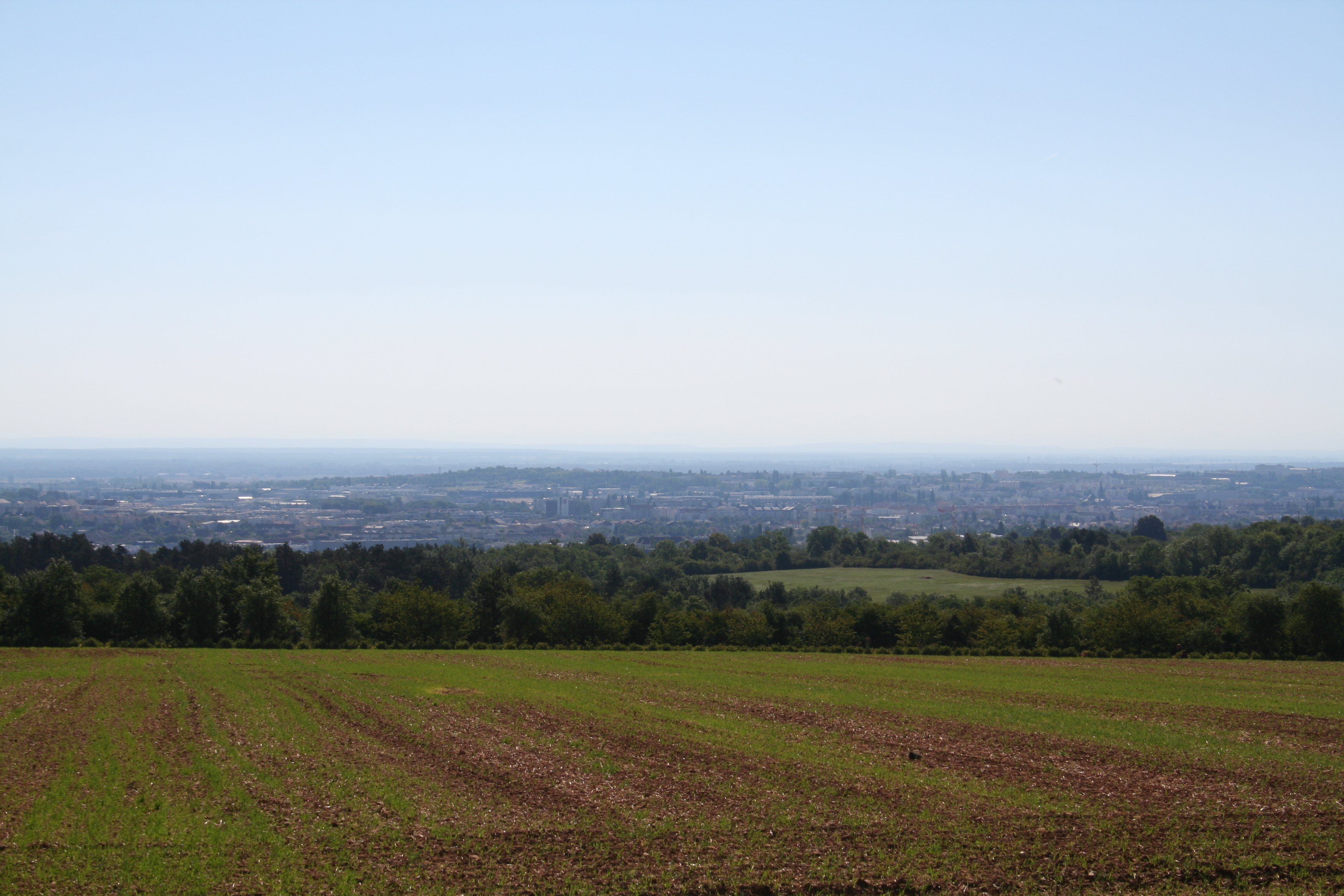
Vue de Dijon depuis Hauteville-lès-Dijon.

### Hydrographie
Aucune présence de rivière à Hauteville-lès-Dijon. Le sol est très rocheux mais la présence d'un puits sur la place centrale du village indique cependant la présence d'eau dans les sous-sols.

### Climat
Pour des articles plus généraux, voir Climat de la Bourgogne-Franche-Comté et Climat de la Côte-d'Or.
En 2010, le climat de la commune est de type climat des marges montargnardes, selon une étude du Centre national de la recherche scientifique s'appuyant sur une série de données couvrant la période 1971-2000. En 2020, Météo-France publie une typologie des climats de la France métropolitaine dans laquelle la commune est exposée à un climat océanique altéré et est dans la région climatique  Bourgogne, vallée de la Saône, caractérisée par un bon ensoleillement (1 900 h/an), un été chaud (18,5 °C), un air sec au printemps et en été et des vents faibles. 
Pour la période 1971-2000, la température annuelle moyenne est de 9,7 °C, avec une amplitude thermique annuelle de 17,1 °C. Le cumul annuel moyen de précipitations est de 879 mm, avec 12,2 jours de précipitations en janvier et 7,8 jours en juillet. Pour la période 1991-2020, la température moyenne annuelle observée sur la station météorologique de Météo-France la plus proche, « Dijon Toison », sur la commune de Dijon à 6 km à vol d'oiseau, est de 11,5 °C et le cumul annuel moyen de précipitations est de 771,8 mm,. Pour l'avenir, les paramètres climatiques de la commune estimés pour 2050 selon différents scénarios d'émission de gaz à effet de serre sont consultables sur un site dédié publié par Météo-France en novembre 2022.

### Voies de communication et transports

#### Voies routières
La commune est desservie par deux routes principales. La départementale D 107F, en provenance de la route de Troyes (D 971), et la communale C 2 en provenance d'Ahuy.

#### Transports en commun
La commune est desservie par la ligne R30 du réseau de Dijon Métropole : Divia.

## Urbanisme

### Typologie
Au 1er janvier 2024, Hauteville-lès-Dijon est catégorisée bourg rural, selon la nouvelle grille communale de densité à 7 niveaux définie par l'Insee en 2022.
Elle est située hors unité urbaine. Par ailleurs la commune fait partie de l'aire d'attraction de Dijon, dont elle est une commune de la couronne,. Cette aire, qui regroupe 333 communes, est catégorisée dans les aires de 200 000 à moins de 700 000 habitants,.

### Occupation des sols
L'occupation des sols de la commune, telle qu'elle ressort de la base de données européenne d’occupation biophysique des sols Corine Land Cover (CLC), est marquée par l'importance des territoires agricoles (52,3 % en 2018), en diminution par rapport à 1990 (55 %). La répartition détaillée en 2018 est la suivante : terres arables (52 %), forêts (41,4 %), zones urbanisées (6,2 %), zones agricoles hétérogènes (0,3 %), milieux à végétation arbustive et/ou herbacée (0,1 %). L'évolution de l’occupation des sols de la commune et de ses infrastructures peut être observée sur les différentes représentations cartographiques du territoire : la carte de Cassini (XVIIIe siècle), la carte d'état-major (1820-1866) et les cartes ou photos aériennes de l'IGN pour la période actuelle (1950 à aujourd'hui).

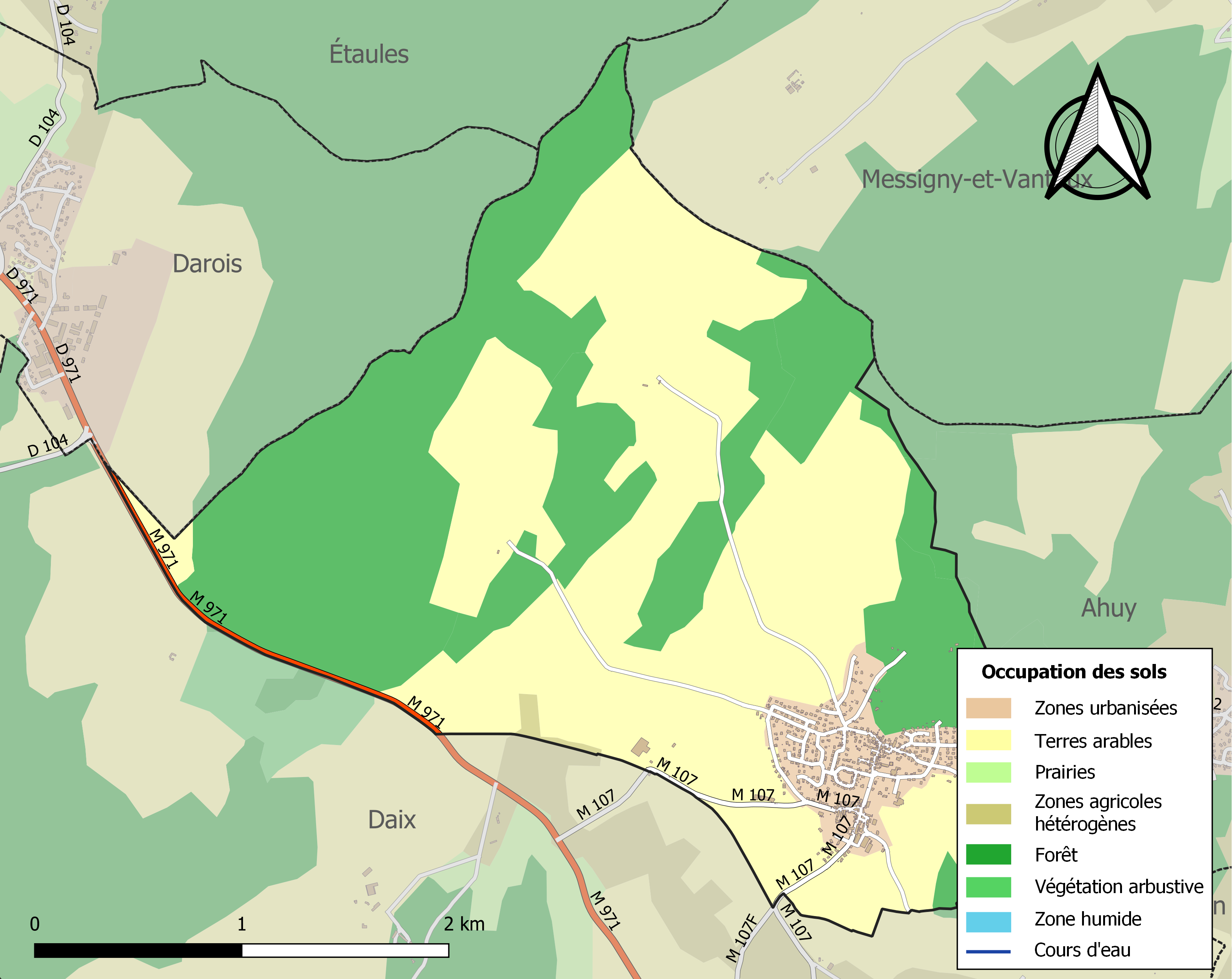
Carte des infrastructures et de l'occupation des sols de la commune en 2018 (CLC).

## Histoire
Les premières archives faisant mention d'Hauteville-lès-Dijon datent de 903, et identifient la commune sous le nom d'Alta-Villa, le «haut-village» en latin. Cette appellation s'explique par la position géographique dominante du village sur les environs. Entre 1234 et 1346, l'abbaye Saint-Étienne de Dijon acquiert la moitié de la seigneurie du village, l'autre moitié revenant à l'abbaye de Saint-Pierre.
De nombreux changements de noms ont eux lieux, conséquence de l'évolution de la langue française :
- 1367 : Alta-Villa devient Autreville ;
- 1375 : Autreville devient Auteville ;
- 1469 : Auteville devient Haulteville ;
- 1574 : Haulteville devient Aulteville ;
- 1610 : Aulteville devient Haute-ville.

### Description historique
Haute-fille ou Velle
« 
Alta-Villa, paroisse vocatrice Saint-Pierre, patron de l'abbaye de St. Seine. L'abbaye de Saint-Étienne qui en avait la présentation, acquit en 1234 de Jean de Beire, tout ce qu'il y possédait pour 760 livres. 
Estevenans : le clocher et partie de la paroisse sont de la baronnie de Vantoux ; l'autre partie de la Just. De l'abbaye de Saint-Seine. Dans la partie haute il n'y a ni puits ni fontaine. Dans la partie basse est un grand puits qui déborde dans le temps des pluies, et qui souvent est à sec l'été. L'eau est froide comme la glace en été. On n'en peut boire que quelque temps après qu'elle a été tirée. L'église ancienne de la même bâtisse que celle de Saint-Vorle à Châtillon : les pierres sont posées de champ un peu obliquement, alternativement ; aussi les Paysans disent que c'est l'ouvrage des Fées.
Ce Village a pris son nom de sa situation sur une montagne ; environ 38 feu La métairie de Champ-Moron, Campus-Morie, appelée Caímus-Retundus dans un titre de 1178, avec Chapelle, en dépendent.
La Mere-Folle assignoit sur çe lieu les revenus et les gages de ses Officiers. Guille. du Fossé baille à titre de gagiers au Duc la Maison - Forte, Ville et appartenances de Chammoron, mouvement de son fief, pour 600 livres en 1313. Le Duc Hugues remet la grange et fief de Chammoron, à Matthieu de Montmartin, Chevalier, en 1314. Philippe Le Bon donne à Cillet Peraile, à vie seulement, sa maison de Chammoron et ses dépendances pour 6 livres, payables au Châtel de Talant, 1431. 
Les Bénédictins de St. Benigne se retirent à Haute-Ville pendant la peste de 1585. Thibaut Moisson, Curé, a laissé ses biens à la Fabrique, à la çharge de donner, le jour de Pâques, aux Habitants et à ceux de Daix, une pinte de vin et un pain : ce qui s'exécute après matines. Le terroir, sec et pierreux, produit des raves qui font renommées ; le vin médiocre ; à une lieue de Dijon. »
— Courtépée, 

## Politique et administration

### Liste des maires

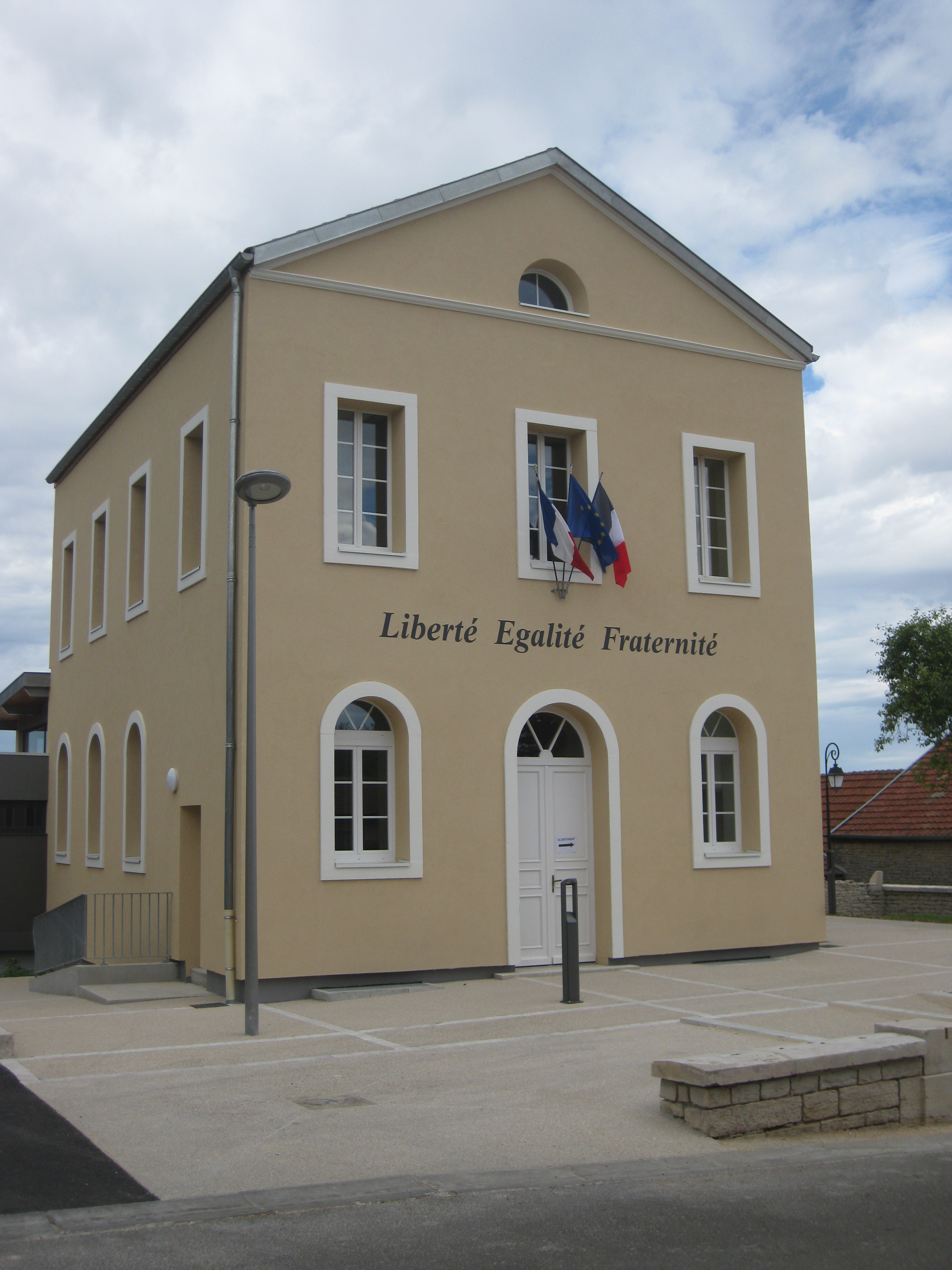
Mairie de Hauteville-lès-Dijon.

| Période                                  | Période  | Identité                  | Étiquette | Qualité                                                        |
| ---------------------------------------- | -------- | ------------------------- | --------- | -------------------------------------------------------------- |
| ?                                        | 1850     | Albert Détallante         | -         | -                                                              |
| 1945                                     | 1954     | Jacques d’Albay           | -         | -                                                              |
| ?                                        | 1977     | M. Boussageon             | -         | -                                                              |
| 1977                                     | 1989     | Jean-Louis Hans           | -         | -                                                              |
| 1989                                     | 2014     | Jean-Pierre Soumier       | -         | -                                                              |
| 2014                                     | en cours | Jacques Carrelet de Loisy |           | Agriculteur Président de la chambre d'agriculture de Côte-d'Or |
| Les données manquantes sont à compléter. |          |                           |           |                                                                |

### Jumelages
Hauteville-lès-Dijon est jumelée à la ville espagnole d'Altura.

### Intercommunalité
La commune est membre de Dijon Métropole. Elle se classe 11e par la superficie et 18e par le nombre d'habitants sur un total de 22 communes.

## Population et société

### Démographie
L'évolution du nombre d'habitants est connue à travers les recensements de la population effectués dans la commune depuis 1793. Pour les communes de moins de 10 000 habitants, une enquête de recensement portant sur toute la population est réalisée tous les cinq ans, les populations de référence des années intermédiaires étant quant à elles estimées par interpolation ou extrapolation. Pour la commune, le premier recensement exhaustif entrant dans le cadre du nouveau dispositif a été réalisé en 2007.

En 2022, la commune comptait 1 206 habitants, en évolution de −1,15 % par rapport à 2016 (Côte-d'Or : +0,82 %, France hors Mayotte : +2,11 %).
| 1793 | 1800 | 1806 | 1821 | 1831 | 1836 | 1841 | 1846 | 1851 |
| ---- | ---- | ---- | ---- | ---- | ---- | ---- | ---- | ---- |
| 257  | 238  | 244  | 219  | 224  | 222  | 208  | 257  | 260  |

| 1856 | 1861 | 1866 | 1872 | 1876 | 1881 | 1886 | 1891 | 1896 |
| ---- | ---- | ---- | ---- | ---- | ---- | ---- | ---- | ---- |
| 266  | 233  | 222  | 193  | 201  | 212  | 239  | 217  | 196  |

| 1901 | 1906 | 1911 | 1921 | 1926 | 1931 | 1936 | 1946 | 1954 |
| ---- | ---- | ---- | ---- | ---- | ---- | ---- | ---- | ---- |
| 188  | 196  | 317  | 167  | 161  | 159  | 163  | 193  | 227  |

| 1962 | 1968 | 1975 | 1982 | 1990 | 1999  | 2006  | 2007  | 2012  |
| ---- | ---- | ---- | ---- | ---- | ----- | ----- | ----- | ----- |
| 202  | 224  | 335  | 663  | 963  | 1 023 | 1 076 | 1 076 | 1 173 |

| 2017  | 2022  | - | - | - | - | - | - | - |
| ----- | ----- | - | - | - | - | - | - | - |
| 1 219 | 1 206 | - | - | - | - | - | - | - |

### Enseignement
La commune dispose d'un groupe scolaire avec une école maternelle qui accueille les enfants de 2 à 5 ans et d'une école primaire pour les enfants de 6 à 10 ans. Une garderie peut également accueillir les enfants en péri-scolaire.

### Santé
Dans la commune se trouve le cabinet médical de deux médecins généralistes, d'un orthophoniste ainsi qu'une maison de retraite.

### Sports
La commune met à disposition des espaces sportifs :
- espace sportif Louis-Granjon situé rue de Chambertin (football, basket-ball et handball) ;

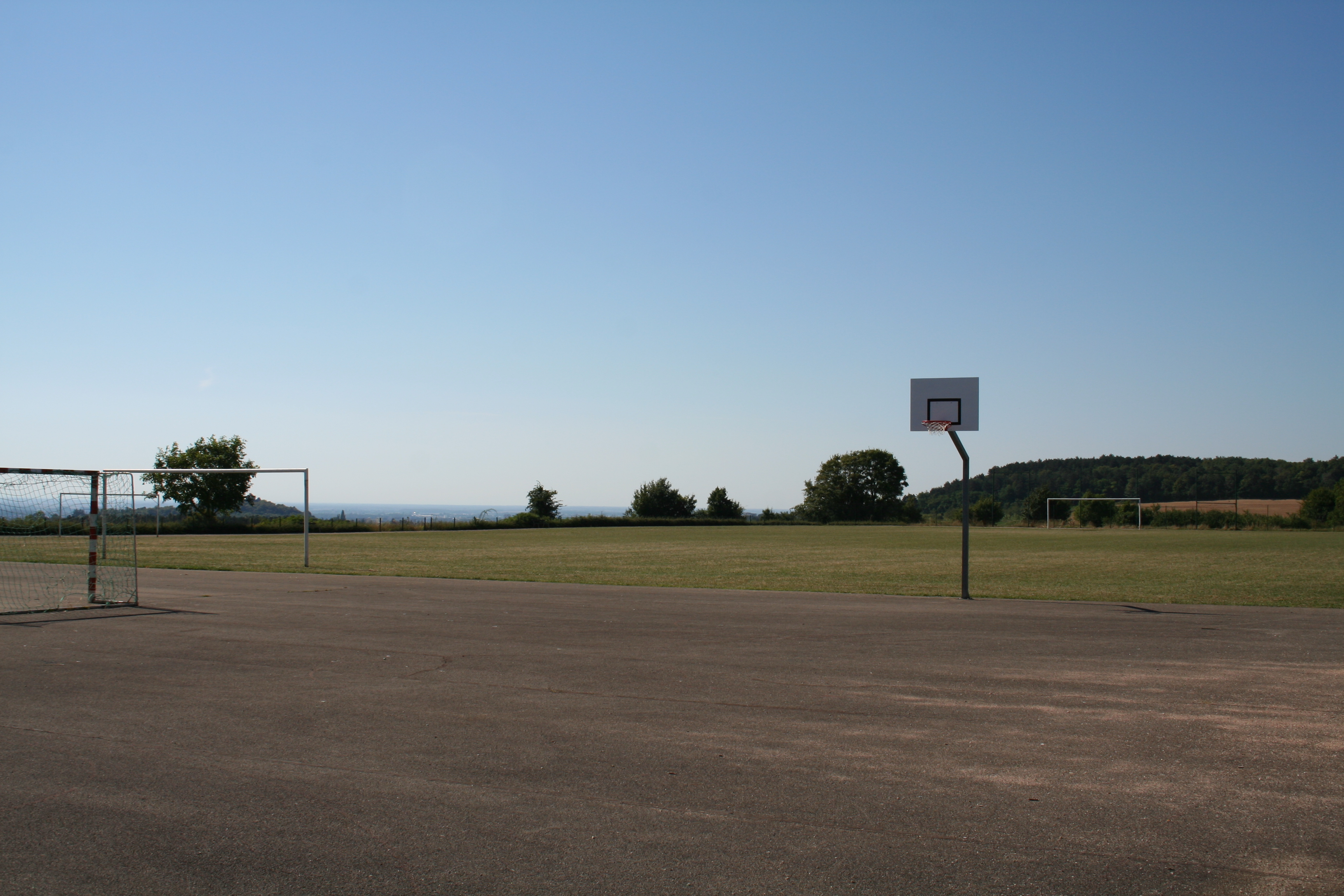
Espace sportif Louis-Granjon.

- table de ping-pong située rue Traversière ;
- terrain de bi-cross situé à côté des tennis ;
- terrains de tennis.

Par ailleurs, divers clubs sportifs permettent de s'adonner à diverses activités (tennis, judo, cyclisme).
Enfin, il existe de nombreux sentiers pour s'adonner à la marche comme le sentier du Bouton d'Or.

### Manifestations culturelles et festivités
- Feux de la Saint-Jean en juin.

### Bibliothèque
La bibliothèque permet d'emprunter des livres, des revues, des cassettes audio et des CD. Elle est gérée par des bénévoles.

### Cultes
L'église Saint-Pierre se situe au centre du village.

## Économie

### Revenus de la population et fiscalité
En 2010, le revenu fiscal médian par ménage était de 49 340 €, ce qui plaçait Hauteville-lès-Dijon au 339e rang parmi les 31 525 communes de plus de 39 ménages en métropole.

### Secteurs d'activité
La commune compte 27 entreprises ou commerçants.

### Capacité d'hébergement
L'hôtel La Musarde propose 12 chambres.

## Lieux et monuments

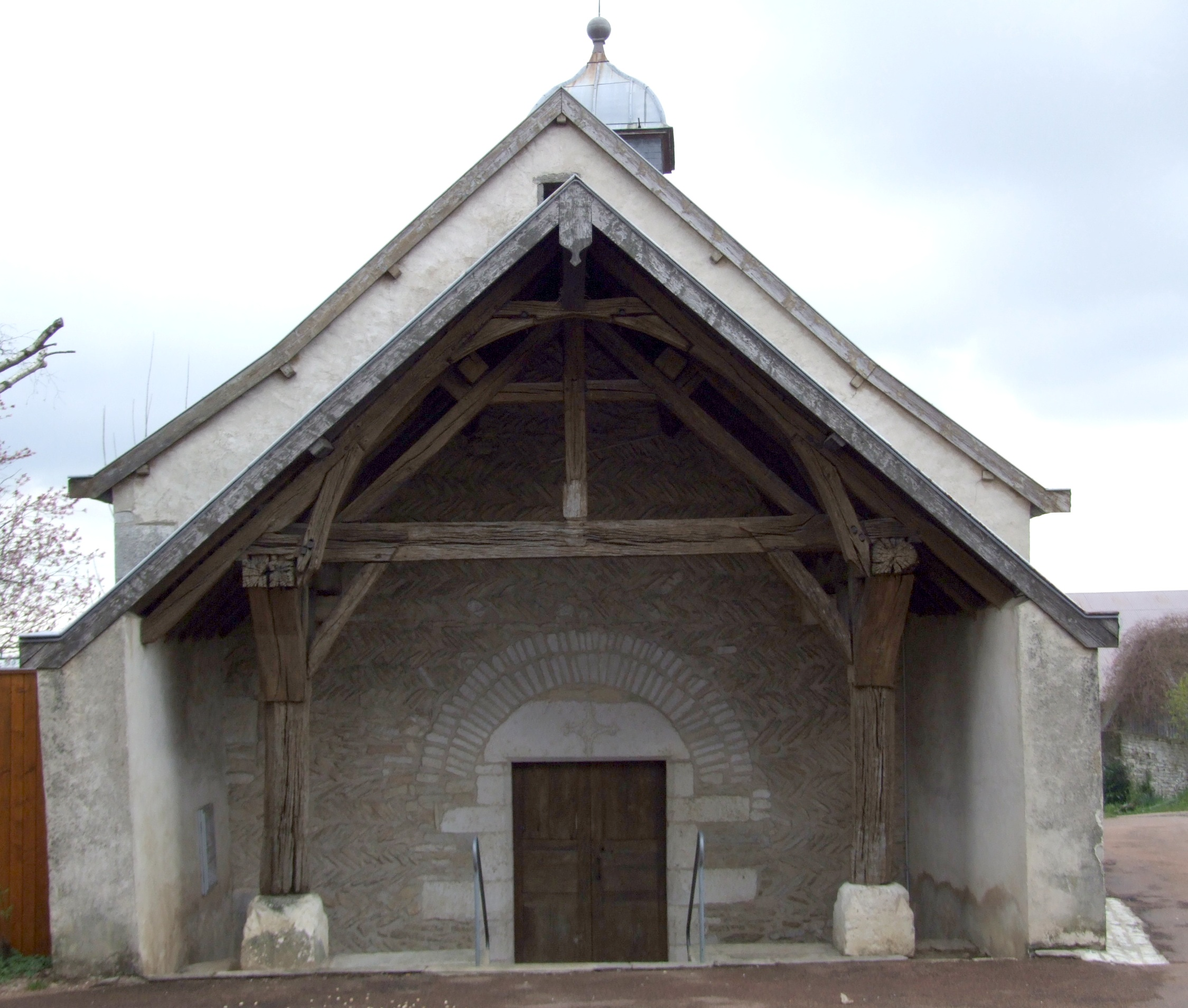
Façade en opus spicatum de l'église Saint-Pierre.

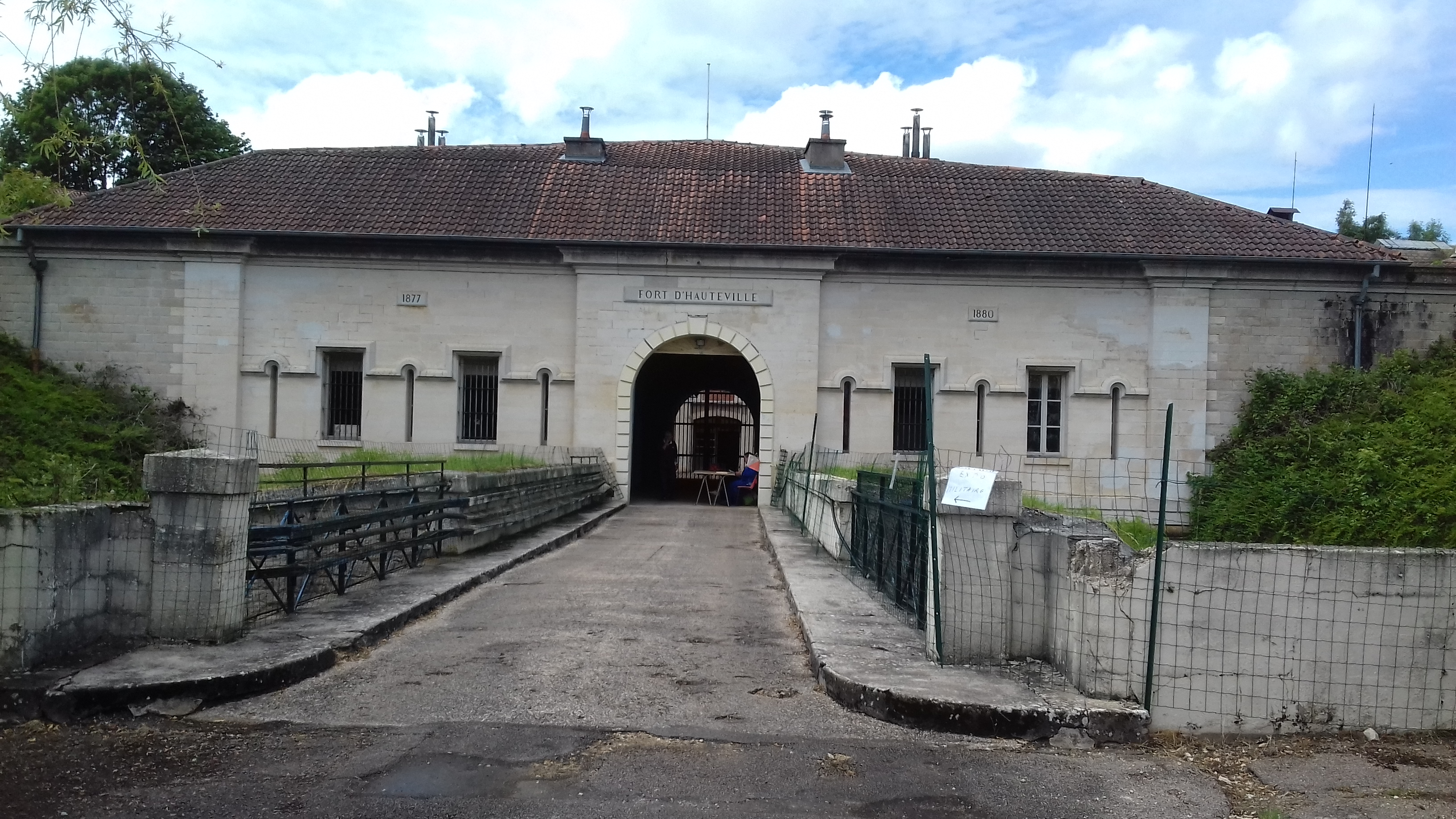
Fort militaire d'Hauteville-lès-Dijon.

- Église Saint-Pierre qui présente la particularité rare en Bourgogne d'avoir sa façade et son mur nord (datant respectivement du X et XIe siècle) construits en épi (ou arête de poisson). À la suite d'un incendie, elle fut en partie reconstruite par Jean III de Berbisey ver 1720. Son porche est en bois du XVIe siècle.
- Fort d'Hauteville : également dénommé « Fort Carnot » dans le système Boulanger (1887), ce fort appartient au système Séré de Rivières, ensemble de fortifications bâti à partir de 1874 pour protéger les frontières françaises. Dominant la ville de Dijon, il est un des éléments essentiels d'une ceinture de fortifications devant assurer la protection de la place fortifiée de Dijon.

- Le plateau d'Hauteville et d'Ahuy est une Zone naturelle d'intérêt écologique, faunistique et floristique remarquable par sa formation végétale de type pelouse calcicole.

- Les milieux forestiers, prairies et pelouses de la Haute vallée du Suzon sont classés Site d'Importance Communautaire  Natura 2000.

## Personnalités liées à la commune
- Jozef Bossak-Hauké : décédé à Hauteville-Lès-Dijon en 1871.

## Héraldique
| Blason de Hauteville-lès-Dijon | Blason  | Parti : au 1er d'azur au dextrochère d'argent habillé d'une manche large aussi d'argent, tenant une crosse contournée d'or posée en pal, au 2e aussi d'azur au lion d'or armé, lampassé et couronné de gueules. |
| Blason de Hauteville-lès-Dijon | Détails | Le statut officiel du blason reste à déterminer. |